# 南川斑鸠菊
南川斑鸠菊（学名：Vernonia bockiana）为菊科斑鸠菊属的植物，为中国的特有植物。分布在中国大陆的四川、贵州、云南等地，生长于海拔500米至1,300米的地区，多生长于灌丛、山坡开旷处以及林缘，目前尚未由人工引种栽培。